# Third Fleet
Die Third Fleet (deutsch Dritte Flotte) war eine Flotte von elf Schiffen, die vom Juni bis zum Oktober 1791 mit 2000 Sträflingen, Versorgungsgütern und Passagieren von Großbritannien in die Strafkolonie Australien in Sydney transportierte.

## Sterberate der Sträflinge
Es gibt unterschiedliche Angaben über die Sterberate. Eine Zeitung von 1791 berichtet, dass 194 männliche und vier weibliche Sträflinge während der Reise starben. Obwohl die Anzahl der verstorbenen Sträflinge sehr hoch war, war sie auf diesem Transport geringer als bei der Second Fleet. Allerdings mussten 600 der neu angekommenen Sträflinge medizinisch betreut werden und waren nicht in der Lage zu arbeiten. Von ihnen verstarben bis ins Jahr 1792 insgesamt 436.

## Schiffe der Third Fleet
| Schiff                                 | Kapitän                | Abfahrt England | Ankunft Sydney     | Reisedauer | männliche Sträflinge: angekommen [gestorben] (an Bord) | weibliche Sträflinge: angekommen [gestorben] (an Bord) |
| -------------------------------------- | ---------------------- | --------------- | ------------------ | ---------- | ------------------------------------------------------ | ------------------------------------------------------ |
| Mary Ann                               | Mark Munro             | 16. Febr. 1791  | 9. Juli 1791       | 143 Tage   |                                                        | 141 [9] (150)                                          |
| HMS Gorgon                             | Kommandant John Parker | 15. März 1791   | 21. September 1791 | 190 Tage   | 30 [1] (31)                                            |                                                        |
| Matilda                                | Matthew Weatherhead    | 27. März 1791   | 1. August 1791     | 127 Tage   | 225 [25] (250)                                         |                                                        |
| Atlantic                               | Archibald Armstrong    | 27. März 1791   | 20. August 1791    | 147 Tage   | 202 [18] (220)                                         |                                                        |
| HMS Salamander                         | John Nichol            | 27. März 1791   | 21. August 1791    | 148 Tage   | 155 [5] (160)                                          |                                                        |
| William and Ann                        | Eber Bunker            | 27. März 1791   | 28. August 1791    | 154 Tage   | 181 [7] (188)                                          |                                                        |
| HMS Active (Fregatte 5. Klasse)        | John Mitchinson        | 27. März 1791   | 26. September 1791 | 183 Tage   | 154 [21] (175)                                         |                                                        |
| HMS Queen (legte in Cork in Irland ab) | Richard Owen           | 19. April 1791  | 26. September 1791 | 160 Tage   | 126 [7] (133)                                          | 22 [-] (22)                                            |
| Albemarle                              | George Bowen           | 27. März 1791   | 13. Oktober 1791   | 200 Tage   | 250 [32] (282)                                         | 6 [-] (6)                                              |
| Britannia                              | Thomas Melvill         | 27. März 1791   | 14. Oktober 1791   | 201 Tage   | 129 [21] (150)                                         |                                                        |
| Admiral Barrington                     | Robert Abbon Marsh     | 27. März 1791   | 16. Oktober 1791   | 203 Tage   | 264 [36] (300)                                         |                                                        |
| Gesamt                                 |                        |                 |                    |            | 1716 [173] (1889)                                      | 169 [9] (178)                                          |